# Whiteway House

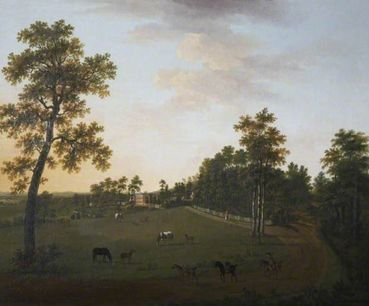
Whiteway House, Chudleigh, Devon. Peint par William Tomkins, 1771. Fiducie nationale, Saltram House, Devon, Collection

Whiteway House, dans la paroisse de Chudleigh dans le Devon, est une maison géorgienne classée Grade II * située dans un parc. Elle est construite dans les années 1770 par John Parker (1er baron Boringdon) (1735-1788) de Saltram House, Plympton, et subit des modifications du début du XIXe siècle. Elle est située à 2½ milles (4 km) au nord de Chudleigh, au pied des collines Haldon. La maison avait autrefois une aile nord-est à 5 baies et un bloc de service séparé du XIXe siècle à l'arrière, tous démolis depuis 1962.
Il doit être distingué de Whiteway dans la paroisse de Kingsteignton, Devon, 4 3/4 milles (7,6 km) au sud, un manoir répertorié dans le Domesday Book comme le 157e  Devonshire possession de Baldwin de Moels (mort en 1090), shérif du Devon, baron féodal d'Okehampton, et en 1795 un grand manoir illustré par Swete, anciennement un siège de la famille Yard  de Bradley, Kingsteignton, et aujourd'hui une ferme connue sous le nom de Whiteway Barton.

## Histoire
La maison actuelle est construite dans les années 1770 par John Parker (1er baron Boringdon) (1735-1788) de Saltram House, Plympton. Le domaine a été acheté en 1722 par son grand-père George Parker (décédé en 1743) de Boringdon et North Molton, tous deux dans le Devon .
Il a également acheté Saltram auparavant en 1712 et à une autre époque le Prieuré de Polsloe. Whiteway devient la résidence du frère cadet de Lord Boringdon, Montagu Edmund Parker (1737–1831), de Blagdon dans la paroisse de Paignton, qui est shérif du Devon en 1789 et dont les deux portraits de Sir Joshua Reynolds et John Downman (en) sont à Saltram House . Elle devient la résidence de son petit-fils Montagu Edmund Newcombe Parker (1807–1858), député conservateur du sud du Devon (1835–1841) et shérif du Devon en 1849, dont la tombe peut être vue dans le cimetière de Chudleigh. Le petit-fils de Lord Boringdon, Edmund Parker (2e comte de Morley) (1810–1864) épouse en 1842 Harriet Parker (1809–1897), sa cousine au second degré et sœur et héritière de Montagu EN Parker, et Whiteway revient ainsi en possession de la branche aînée de la famille en 1897 quand le fils de Hariett, Albert Parker (3e comte de Morley) (1843–1905) en hérite. Le 3e comte a hérité de dettes de 200 000 £ de son père qui a été contraint par sa mauvaise situation financière de louer Saltram à des locataires à partir de 1861, trois ans avant sa mort, dont les locations se sont poursuivies pendant 23 ans jusqu'en 1884. Pendant cet exil de Saltram, les comtes vivent en partie à l'étranger, dans des maisons louées à Londres et à Whiteway avec la comtesse douairière Hariett. Le 2e comte meurt à Whiteway le 23 août 1864 . Le 3e comte s'est bien marié, avec une riche héritière, Margaret Holford, fille et éventuelle héritière du très riche Robert Stayner Holford de Westonbirt House dans le Gloucestershire, et les finances se rétablissent temporairement jusqu'à ce que la crise agricole du début du XXe siècle oblige le 4e comte à laisser à Whiteway en 1911 le produit qu'il avait l'habitude d'utiliser pour des améliorations à Saltram. Cependant, les finances de la famille ne se sont pas redressées et il vend Whiteway en 1923 . La famille Parker de Whiteway acquiert le manoir de Collaton St Mary, près de Paignton, dont le pub s'appelle encore (en 2012) le "Parker Arms" .
Il semble que la maison ait été louée à Ernest Farquhar (1853–1930), petit-fils de Sir Thomas Harvie Farquhar, 2e baronnet de Cadogan House . Il épouse Maria Theresa Lister, fille de Sir Thomas Villiers Lister et a deux fils, dont le plus jeune est le lieutenant Rupert Farquhar du 4th Battalion Grenadier Guards, tué au combat le 17 septembre 1917 en Belgique à l'âge de 20 ans. Sa pierre tombale au Canada Farm Cemetery en Belgique enregistre ses parents à Whiteway à Chudleigh . Son fils aîné est Sir Harold Lister Farquhar (1894–1953), ambassadeur. L'occupant dans les années 1960 est Alfred Farquhar, qui possède une remarquable collection d'œuvres d'art .
Whiteway est mis en vente en 1973. En 2000, Whiteway est achetée avec 281 acres par Raine Spencer (en), comtesse Spencer (1929-2016), qui a été mariée en premières noces à Gerald Legge (9e comte de Dartmouth) (décédé en 1997), dont elle a divorcé en 1976. Le domaine est exploité en 2002 par son fils William Legge (10e comte de Dartmouth) (né en 1949) .

## Sources
- Johnson, Ceri. Guide du National Trust "Saltram, Devon", 2005
- Texte des bâtiments classés britanniques, Whiteway House, Chudleigh
- Jones, Marie. L'histoire de Chudleigh, dans le comté de Devon, et le paysage environnant, les sièges, les familles, etc. Histoire de Chudleigh, v. 1870, chapitre 8